# Церковь Христа Искупителя (Мюнхен)
Церковь Христа Искупителя (нем. Erlöserkirche) — старейшая лютеранская церковь в Швабинге, районе Мюнхена, посвящена Христу Искупителю. Она строилась с 1899 по 1901 год по проекту Теодора Фишера в стиле, сочетающем историзм и модерн.

## История
Лютеранская община в преимущественно католическом Швабинге имела лишь небольшой дом молитвы. Церковь планировалась для размещения растущего населения во все ещё сельском пригороде, где жили Василий Кандинский, Пауль Клее и Томас Манн. Он был спроектирован Теодором Фишером по образцу классической базилики Святой Анны-им-Леэл. Стиль напоминает историзм, но включает в себя украшения в стиле модерн и демонстрирует тенденцию к более четкой современной структуре. Архитектор, спроектировавший первую в своей карьере церковь, планировал «настоящую протестантскую церковь, прежде всего зал для проповеди, чтобы слово ожило».
Кафедра – центральный элемент интерьера. Алтарь выделяется в богато украшенной апсиде. Церковь была освящена 6 октября 1901 года. В 1976 году алтарь был перенесен вперед, ближе к прихожанам.